# 那霸機場

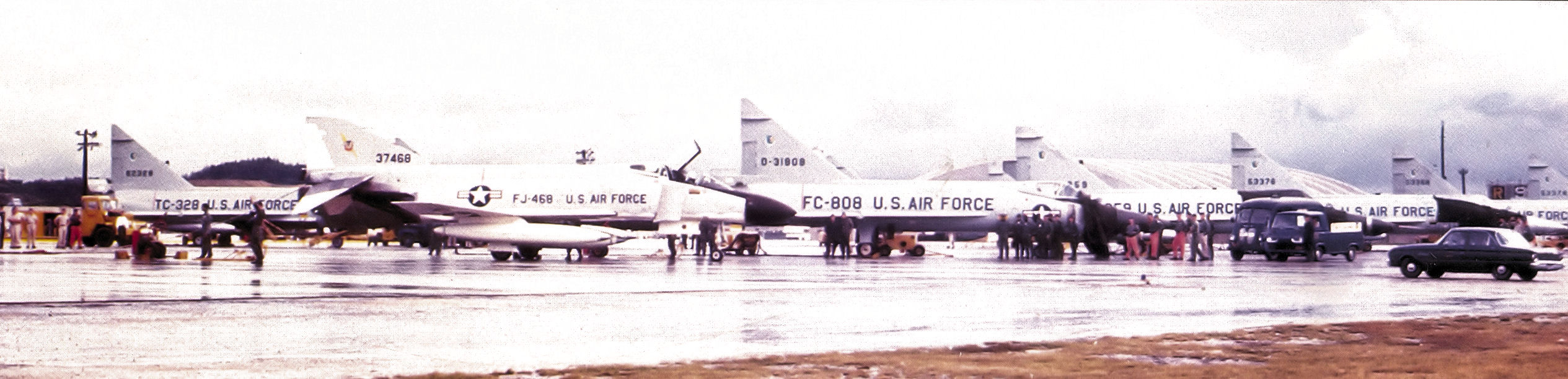
1966年，美國太平洋空軍第16戰鬥-攔截機中隊部屬在那霸空軍基地的F-102三角劍戰鬥機及F-4幽靈II戰鬥機

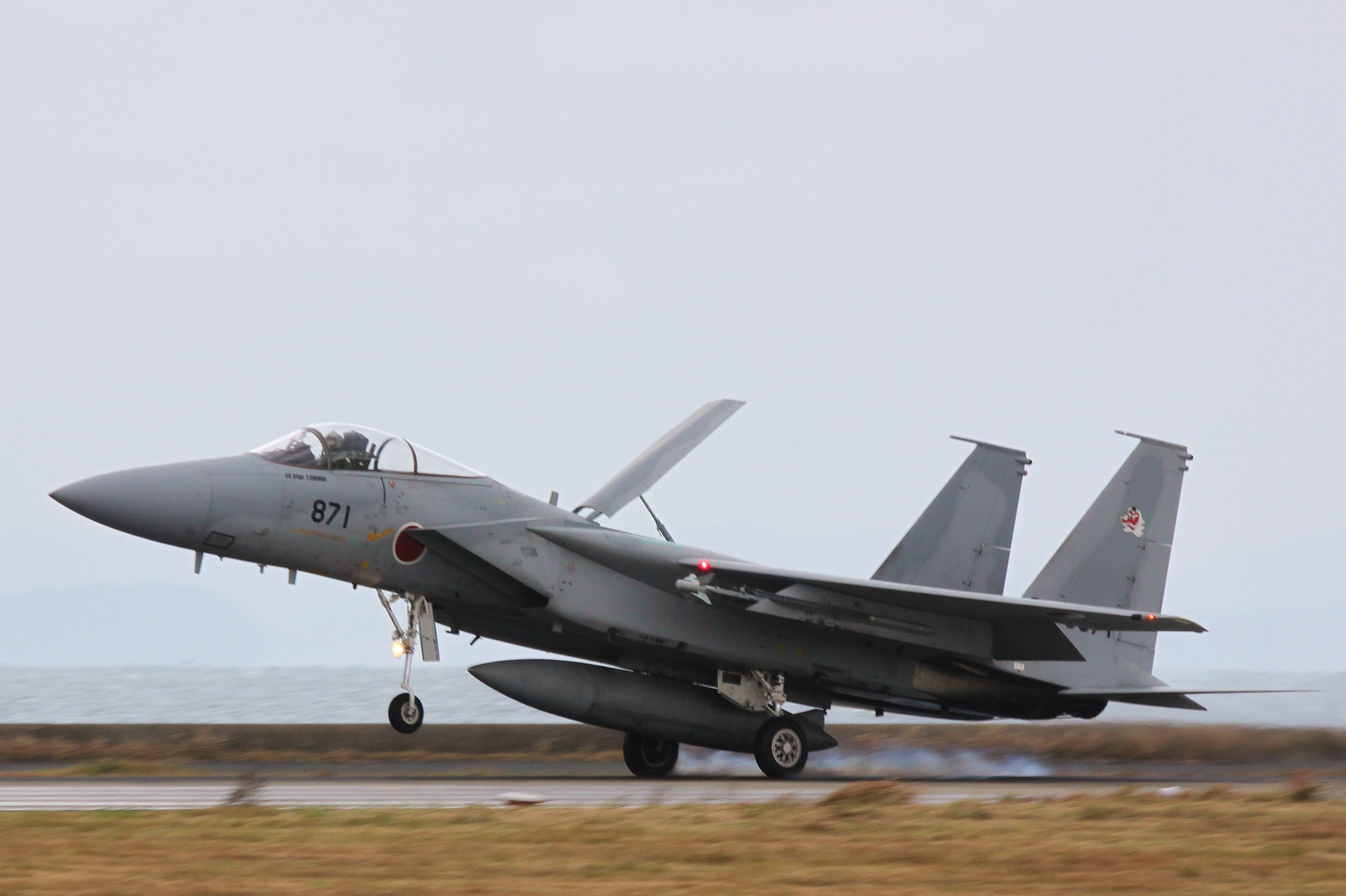
第304飛行隊的F-15J戰鬥機於那霸基地降落

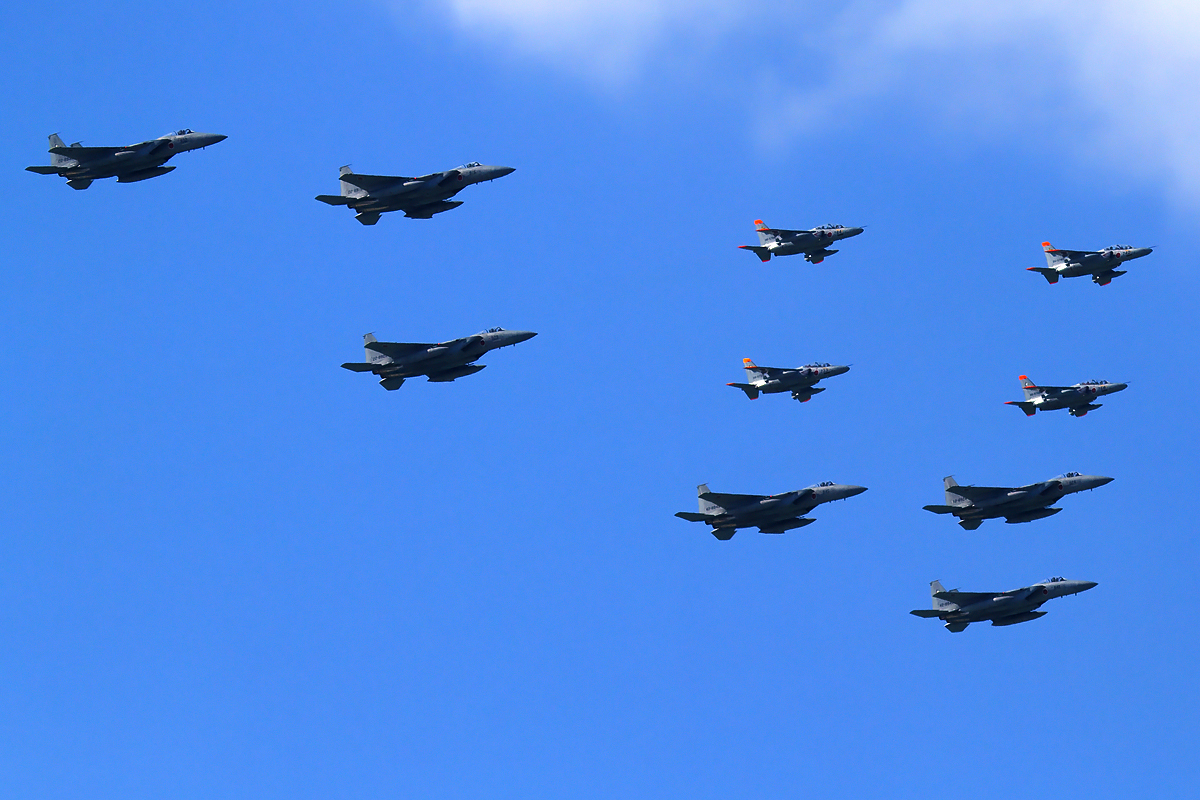
日本航空自衛隊第九航空團配置的F-15J鷹式戰鬥機及T-4教練機編隊通過那霸基地

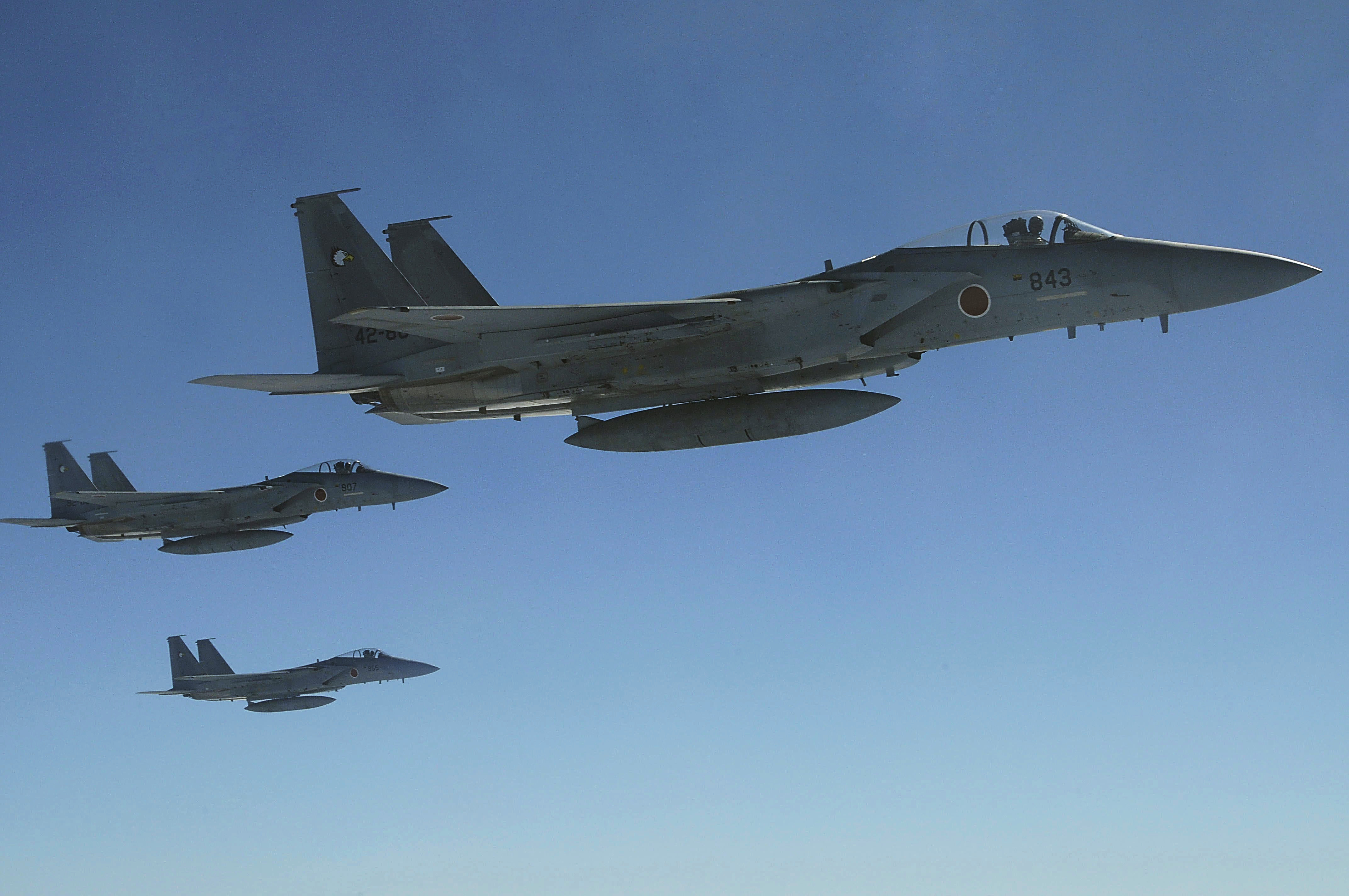
第204飛行隊的F-15J鷹式戰鬥機

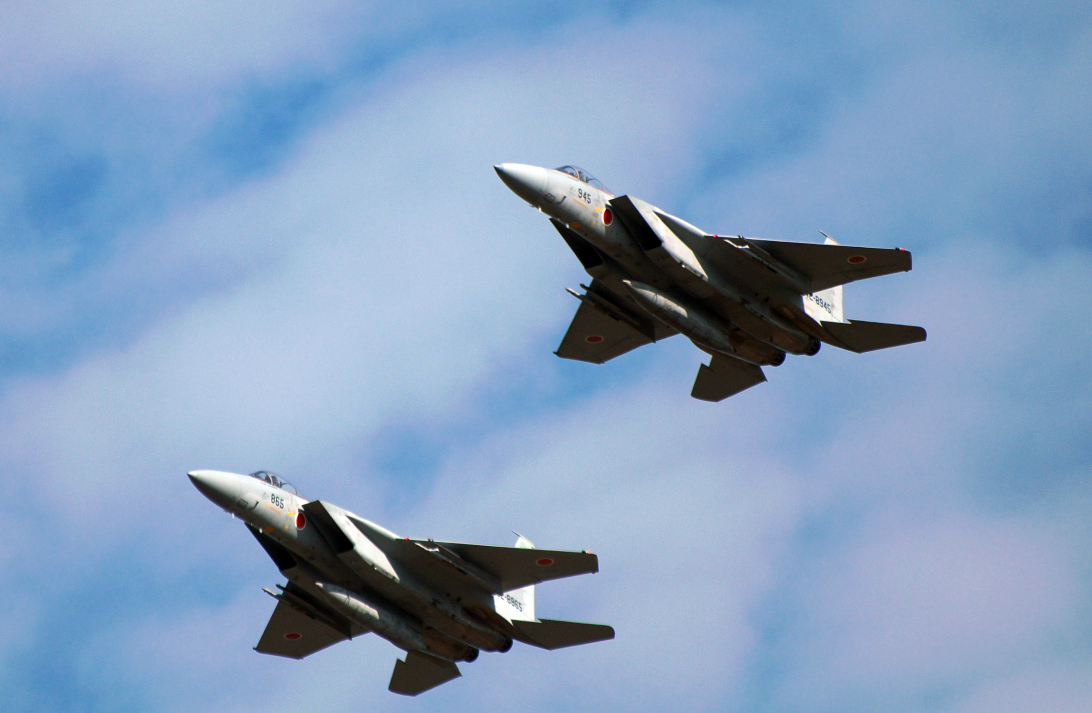
第304飛行隊的F-15J鷹式戰鬥機

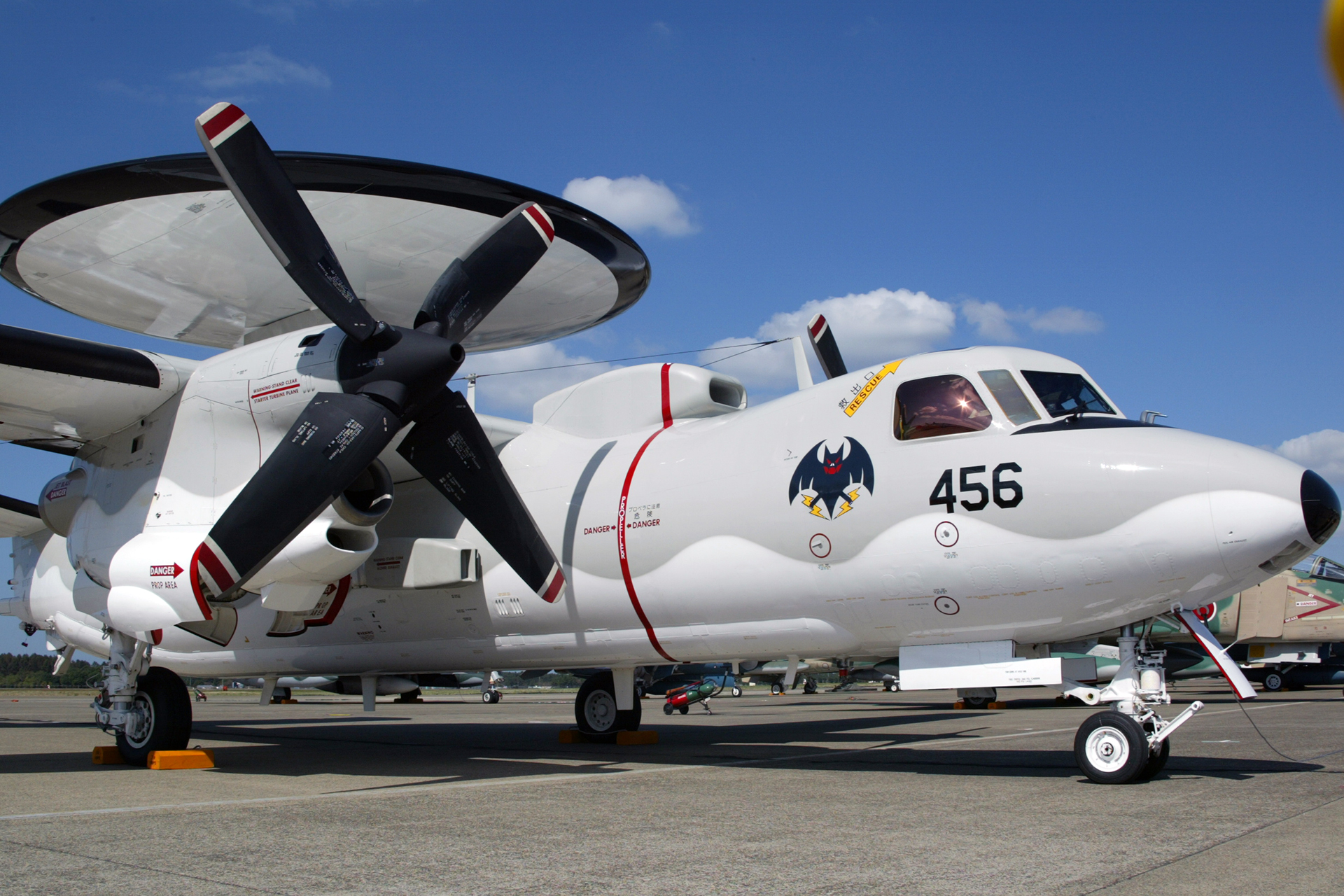
第603飛行隊的E-2C空中預警機

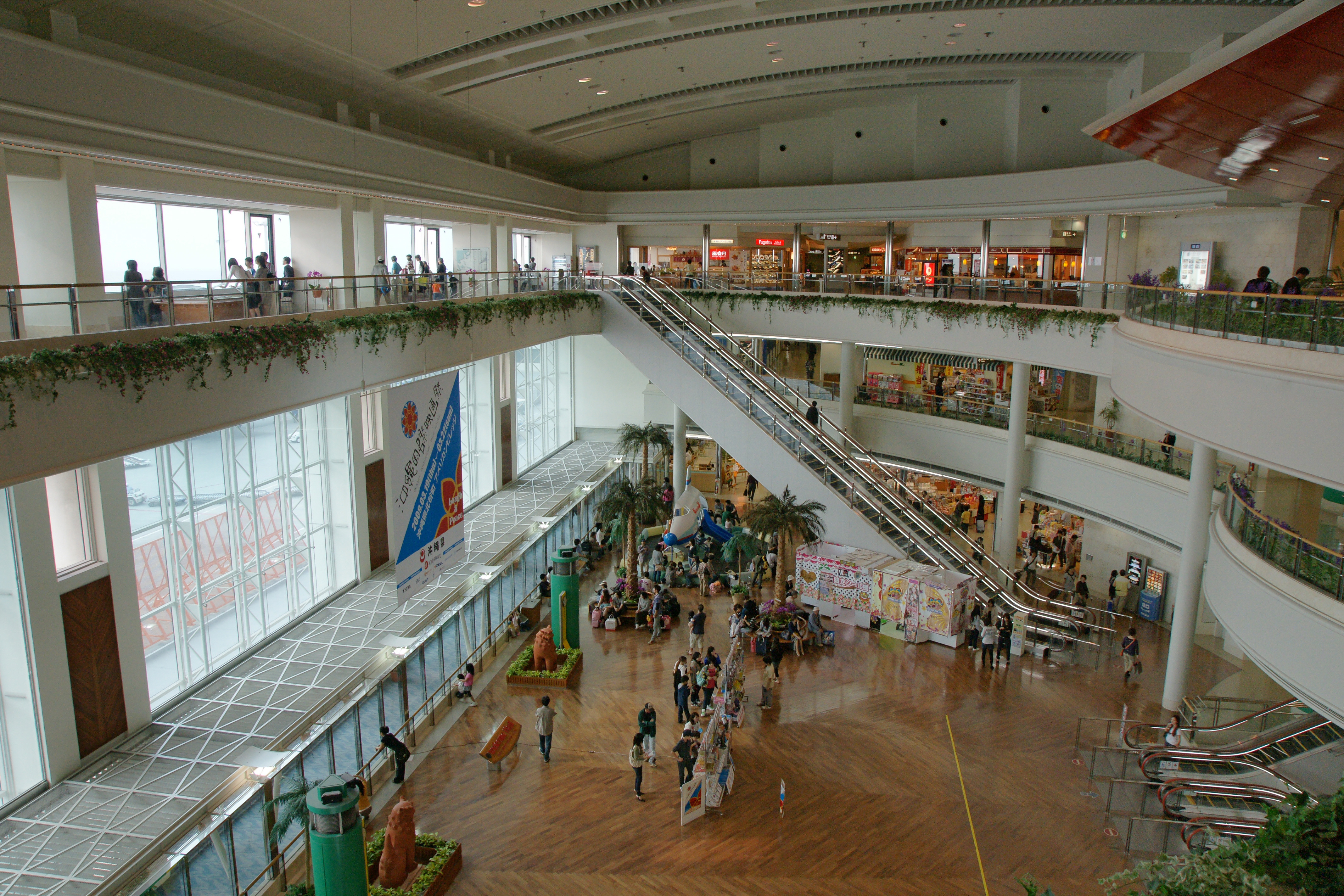
那霸機場國內線大樓曲線般的屋頂內部

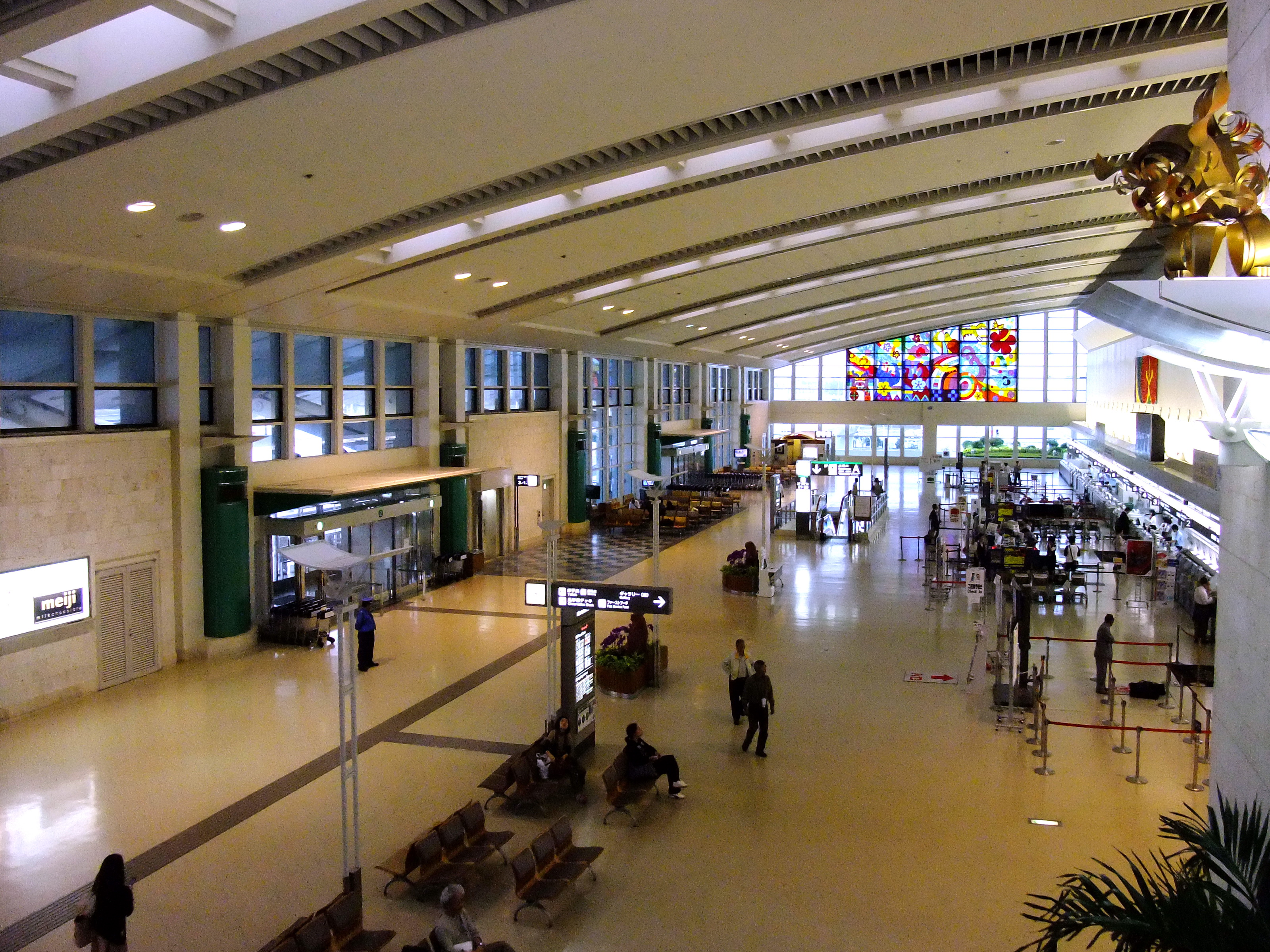
那霸機場國內線離境樓層

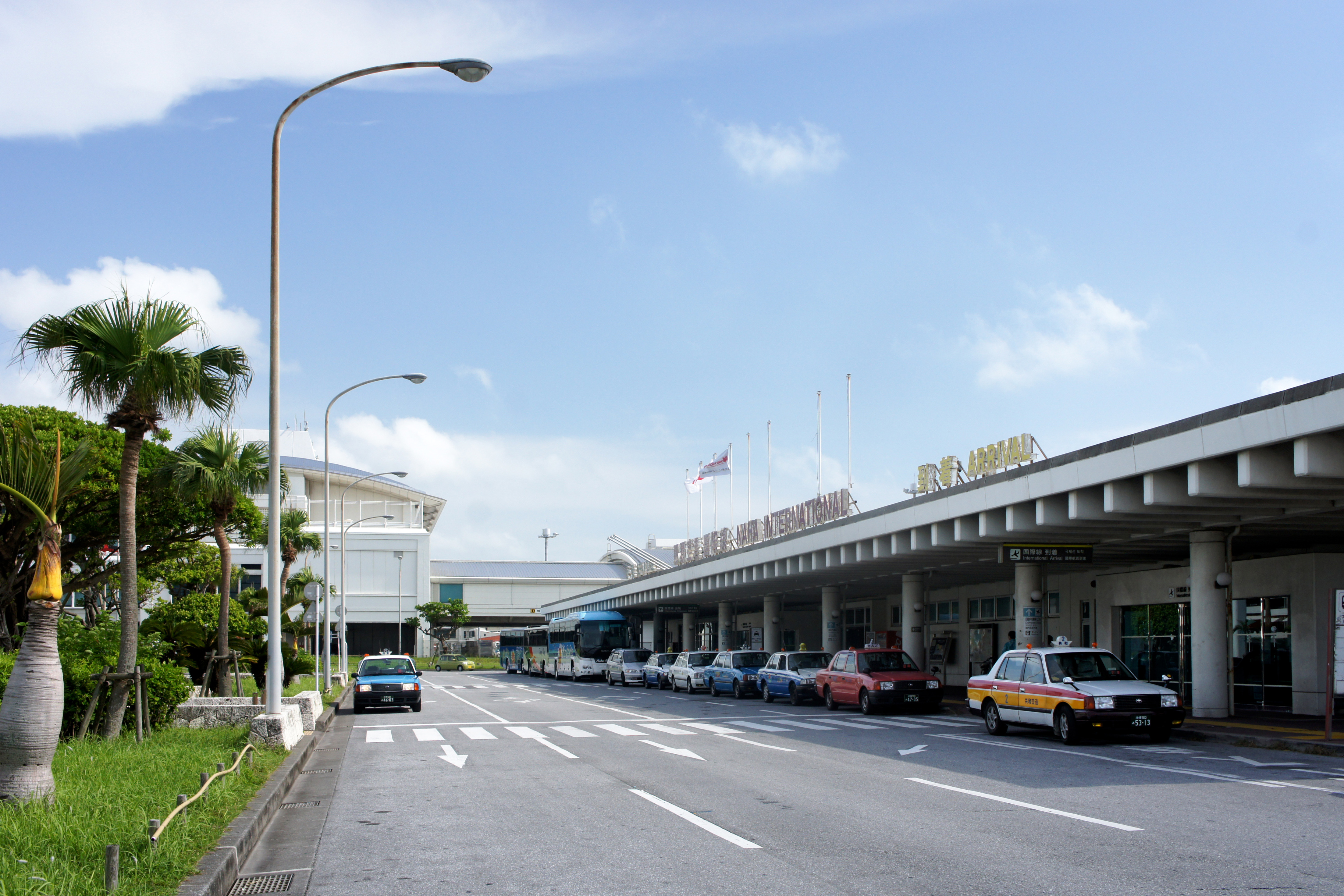
那霸機場國際線大樓

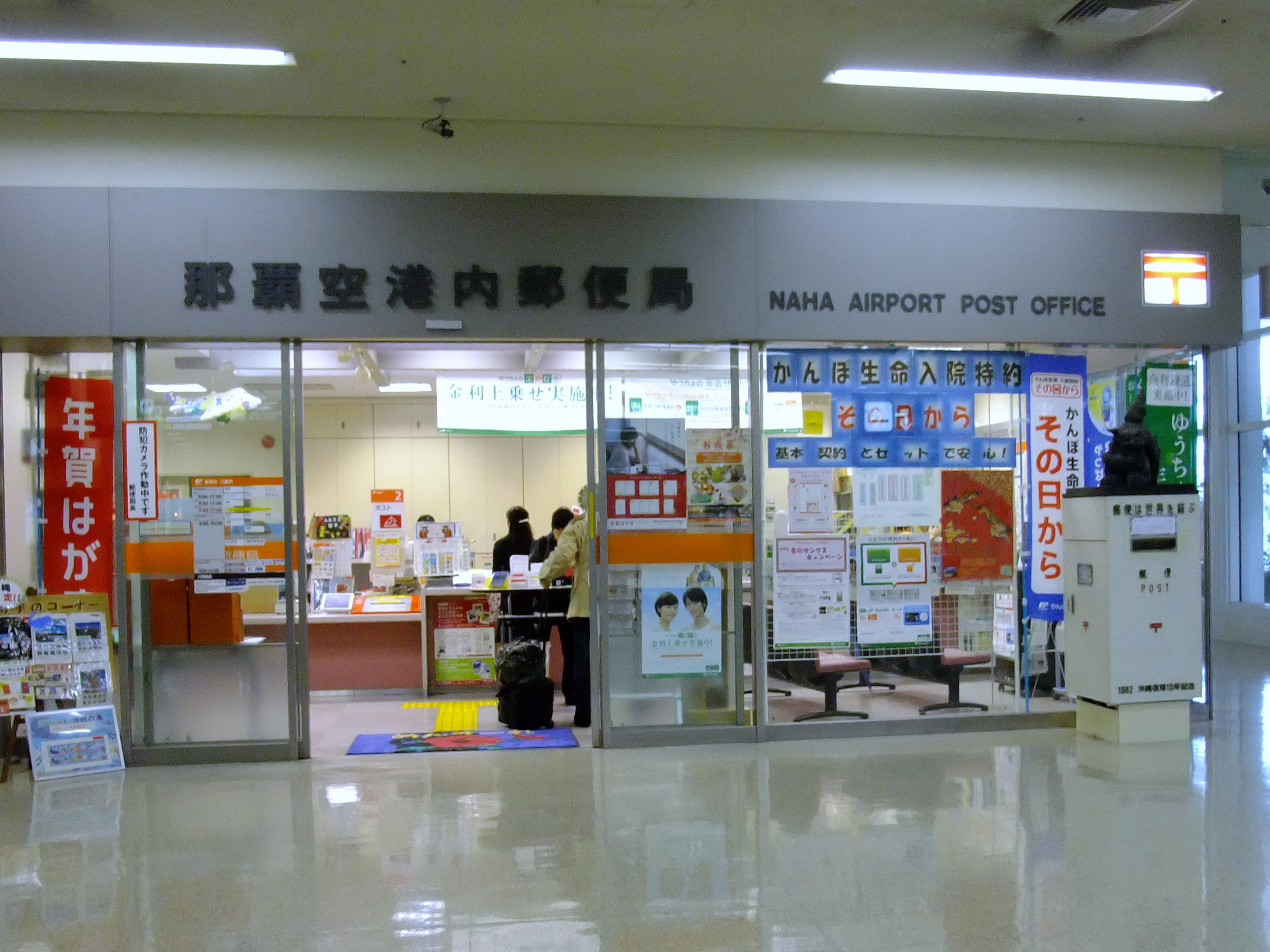
那霸機場郵局

那霸機場（日语：／ Naha kūkō */?）是一座位於日本沖繩縣那霸市的第二種機場，第二次世界大戰後被美軍佔領，該設施成為美國太平洋空軍（PACAF）運營控制下的基地，稱為那霸空軍基地（Naha Air Base）。隨著東京和沖繩之間恢復民用航空服務，該設施於1954年成為軍民合用的機場。美國空軍於1971年5月31日終止了對那霸基地的使用，民航控制權移交給國土交通省，後者在該地點建立了那霸機場。那霸基地的設施管理權於1982年4月正式由美軍移交給日本航空自衛隊。
那霸機場同時也是日本航空自衛隊西南航空方面隊及日本海上自衛隊第5航空群的軍用機場。也是日本其中一個24小時運作的民用機場。

## 场地
那霸机场是日本的第二种机场，整个机场現有兩條跑道，包括原有的18L/36R跑道（原跑道名為18/36），以及於2020年3月26日啟用的18R/36L新跑道，有能力接受波音747等大型广体客机起降并为波音747设置了双登机门服务。那霸机场的航空管制非常特殊，进场（APP）和离场（DEP）以及部分管制塔信号区（TWR）都包括了离此地不远的駐日美軍嘉手纳空军基地，所以也同时负责嘉手纳空军基地的管制。那霸机场在第二次世界大战之后由美军管理，1972年沖繩返還後歸還日本，1982年管理權完全移交航空自衛隊。那霸机场也对来自太空的宇宙飞船或航天飞机提供管制服务，大多数都是来自美國太空總署的航天飞机。

## 前美國空軍駐紮單位
分配給那霸空軍基地的主要美國空軍單位是：
- 第301戰鬥機聯隊，總部（Headquarters），1947年5月12日-1949年1月20日
- 第51戰鬥機大隊（英语：51st Fighter Group），1947年5月22日-1950年9月22日
  - 第16戰鬥機中隊（英语：16th Fighter Squadron），裝備F-80流星戰鬥機
  - 第25戰鬥機中隊（英语：25th Fighter Squadron），裝備F-80流星戰鬥機
  - 第26戰鬥機中隊（英语：26th Fighter Squadron），裝備F-80流星戰鬥機
- 第4全天候戰鬥機中隊（英语：4th Fighter Squadron） (All-Weather)，1948年8月19日-1953年2月16日，裝備P-61黑寡婦夜間戰鬥機、F-82雙生野馬戰鬥機

分配給：第347全天候戰鬥機大隊  (Fighter-All Weather)，位於嘉手納空軍基地

附屬於：第51戰鬥攔截機大隊，1948年8月19日

分配給：第20航空隊，1950年6月24日

附屬於：第6302空軍基地大隊（6302d Air Base Group），1950年9月20日-1954年8月1日

附屬於：第6351空軍基地聯隊（6351st Air Base Wing），1950年9月22日-1954年8月1日

- 第4戰鬥攔截機中隊（英语：4th Fighter-Interceptor Squadron），裝備F-94星火全天候攔截機

分配給：第6351空軍基地聯隊（6351st Air Base Wing），1954年2月25日-8月1日

- 第6351空軍基地聯隊（6351st Air Base Wing），1950年9月22日-1954年8月1日
- 第51戰鬥攔截機聯隊，1954年8月1日-1971年5月31日
  - 第16戰鬥攔截機中隊（英语：16th Fighter-Interceptor Squadron），1954年8月1日-1971年5月31日，裝備F-86軍刀戰鬥機、F-102三角劍戰鬥機、F-4幽靈II戰鬥機
  - 第25戰鬥攔截機中隊（英语：25th Fighter-Interceptor Squadron），1954年8月1日-1960年6月8日，裝備F-86軍刀戰鬥機
  - 第25戰鬥攔截機中隊（英语：25th Fighter-Interceptor Squadron），1954年8月1日-1955年7月11日，裝備F-86軍刀戰鬥機
- 第623航空管制和預警中隊（英语：623rd Aircraft Control & Warning Squadron），1957年12月20日-1973年7月8日

分配給：第313航空師1955年3月15日-1960年7月17日

附屬於：第51戰鬥攔截機聯隊，1958年3月27日-1960年7月17日

分配給：第51戰鬥攔截機聯隊（51st Fighter-Interceptor Wing），1970年7月18日-1971年5月20日

分配給：第18戰術戰鬥機聯隊，1971年5月21日-1973年7月8日，轉移至嘉手納空軍基地
- 第21部隊運輸中隊（英语：21st Troop Carrier Squadron），1958年11月15日-1971年5月31日，裝備C-119飛行車廂運輸機、C-130大力神運輸機

分配給：第483部隊運輸聯隊，1958年-1960年；第315航空師，1960年-1963年

第6315作戰大隊（6315th Operations Group），1963年-1966年

第374戰術空運聯隊，1966年-1971年，轉移至清泉崗空軍基地
- 第35部隊運輸中隊（英语：35th Troop Carrier Squadron），1963年1月8日-1966年8月8日，裝備C-130大力神運輸機
- 第817部隊運輸中隊（英语：817th Troop Carrier Squadron），1960年6月25日-1966年8月8日，裝備C-130大力神運輸機

美國空軍於1971年5月31日將所有作戰部隊撤出那霸空軍基地，僅留下後勤支援部隊至1982年。

## 配置單位
日本航空自衛隊
航空總隊
- 西南航空方面隊（日语：南西航空方面隊）
  - 西南航空方面隊司令部
  - 第9航空團（日语：第9航空団）
    - 第204飛行隊（日语：第204飛行隊 (航空自衛隊)） : F-15J/DJ鷹式戰鬥機、川崎T-4
    - 第304飛行隊（日语：第304飛行隊 (航空自衛隊)） : F-15J/DJ鷹式戰鬥機、川崎T-4
    - 第603飛行隊（日语：第603飛行隊 (航空自衛隊)） : E-2C鷹眼
    - 西南支援飛行班：川崎T-4

  - 西南航空警戒管制團（雷達站）
    - 西南航空警戒管制團司令部
    - 西南防空管制群
    - 第4移動警戒隊

  - 第5高射群（日语：第5高射群）-配備MIM-104愛國者飛彈
    - 第5高射群本部
    - 第17高射隊
    - 整備隊

  - 西南航空設施隊
  - 西南航空音樂隊

- 航空救難團
  - 那覇直升機空運隊（日语：那覇ヘリコプター空輸隊）：CH-47J(LR)契努克直升機
  - 那覇救難隊（日语：那覇救難隊）：U-125A、UH-60J黑鷹直升機
- 警戒航空團飛行警戒監視群

航空支援集團
- （航空保安管制群）那覇管制隊
- （航空氣象群）那覇氣象隊

防衛大臣直轄部隊
- 航空系統通信總隊
  - 保全監査群通信監査隊
    - 第4通信監査班

  - 移動通信群
    - 第5移動通信隊
- 航空警務隊
  - 那覇地方警務隊

日本海上自衛隊
- 第5航空群司令部
  - 第5航空群：P-3C獵戶座反潛巡邏機
  - 第5整備補給隊
  - 那覇航空基地隊
  - 那覇通信分遣隊
- 海上自衛隊警務隊
  - 那覇警務分遣隊

日本陸上自衛隊
- 第15旅團
  - 第15直升機隊（日语：第15ヘリコプター隊）：UH-60J/A黑鷹、CH-47J/JA契努克、LR-2（日语：LR-2）

## 航空管制
| 種類 | 頻率                                                           |
| CLR  | 122.075MHz,256MHz                                              |
| GND  | 121.8MHz,284.6MHz                                              |
| TWR  | 118.1MHz,126.2MHz,236.6MHz,308.6MHz                            |
| GCA  | 119.5MHz,121.1MHz,124.7MHz 261.4MHz,288.1MHz,289.4MHz,296.3MHz |
| ATIS | 127.8MHz,293.0MHz                                              |

由國土交通省大阪航空局那霸機場事務所航空管制技術官負責管制。

## 航空保安無線設施
| 局名    | 種類  | 電波頻率 | 識別信號 |
| CHINEN  | VOR   | 114.2MHz | TIC      |
| CHINEN  | TACAN |          | TIC      |
| OKINAWA | NDB   | 308.0KHz | OK       |
| NAHA    | VOR   | 116.5MHz | NHC      |
| NAHA    | TACAN |          | NHC      |

由國土交通省大阪航空局那霸機場事務所航空管制技術官負責保管。

## 航空公司與航點

### 國內線
| 航空公司                              | 目的地 |
| ------------------------------------- | --- |
| 日本航空（JL）                        | 大阪-伊丹、東京-羽田 |
| 日本越洋航空（NU）                    | 久米島、大阪-關西、小松、石垣、名古屋-中部、岡山、宮古、福岡                                                                 |
| 琉球空中通勤（RAC）                   | 與論、久米島、與那國、北大東、石垣、奄美、南大東、宮古                                                                       |
| 全日本空輸（NH）                      | 大阪-伊丹、大阪-關西、仙台、名古屋-中部、岩國、東京-羽田、松山、熊本、福岡、廣島、石垣、宮古、新潟、神戶、鹿兒島、高松、宮崎 |
| 全日本空輸（NH） 由全日空之翼航空營運 | 大阪-關西、石垣、長崎、宮古、福岡、熊本、名古屋-中部、松山、東京-羽田、靜岡                                                  |
| 亞洲天網航空（6J）                    | 神戶、鹿兒島、名古屋-中部、石垣、宮崎、東京-羽田                                                                             |
| 天馬航空（BC）                        | 名古屋-中部、東京-羽田、茨城 (直達或經神戶)、神戶、福岡                                                                      |
| 樂桃航空（MM）                        | 大阪-關西、福岡、東京-成田、札幌-新千歲                                                                                      |
| 捷星日本航空（GK）                    | 大阪-關西、名古屋-中部、東京-成田                                                                                            |
| 星悅航空（7G）                        | 季節性：北九州 |

### 國際線
| 航空公司            | 目的地                                    |
| ------------------- | ----------------------------------------- |
| 樂桃航空（MM）      | 臺北-桃園                                 |
| 中華航空（CI）      | 臺北-桃園、高雄                           |
| 長榮航空（BR）      | 臺北-桃園                                 |
| 星宇航空（JX）      | 臺北-桃園、臺中                           |
| 台灣虎航（IT）      | 臺北-桃園、高雄                           |
| 香港航空（HX）      | 香港                                      |
| 香港快運航空 (UO)   | 香港                                      |
| 中國國際航空（CA）  | 北京-首都                                 |
| 中國東方航空（MU）  | 上海-浦東                                 |
| 春秋航空（9C）      | 上海-浦東                                 |
| 厦门航空（MF）      | 福州                                      |
| 首都航空（JD）      | 杭州（包機）                              |
| 大韓航空（KE）      | 首爾-仁川                                 |
| 韓亞航空（OZ）      | 首爾-仁川                                 |
| 濟州航空（7C）      | 首爾-仁川                                 |
| 德威航空（TW）      | 首爾-仁川                                 |
| 易斯達航空（ZE）    | 首爾-仁川                                 |
| 真航空（LJ）        | 首爾-仁川、釜山                           |
| 捷星亞洲航空(3K)    | 新加坡（2025年7月31日停辦）               |
| 泰國越捷航空 (VZ)   | 曼谷-蘇凡納布                             |
| 峇迪航空（OD）      | 臺北-桃園、吉隆坡（部分經臺北）           |
| 泰國亞洲航空 （FD） | 臺北-桃園、香港、曼谷-廊曼（經臺北/香港） |
| 泰國獅子航空 (SL)   | 高雄、曼谷-廊曼（經高雄）                 |

### 目的地運量排名

#### 國內線
| 排名 | 目的地       | 旅客人數  |
| ---- | ------------ | --------- |
| 1    | 東京國際機場 | 約544萬人 |
| 2    | 石垣機場     | 約134萬人 |
| 3    | 福岡機場     | 約134萬人 |
| 4    | 中部國際機場 | 約111萬人 |
| 5    | 關西國際機場 | 約106萬人 |
| 6    | 宮古機場     | 約80萬人  |
| 7    | 大阪國際機場 | 約58萬人  |
| 8    | 神戶機場     | 約50萬人  |

#### 國際線
| 排名 | 目的地    | 每周航班數量 | 營運航空公司                                               |
| ---- | --------- | ------------ | ---------------------------------------------------------- |
| 1    | 臺北-桃園 | 64           | 中華航空、長榮航空、星宇航空、台灣虎航、樂桃航空、峇迪航空 |
| 2    | 首爾-仁川 | 35           | 韓亞航空、大韓航空、德威航空、濟州航空、真航空             |
| 3    | 香港      | 21           | 香港航空、香港快運航空                                     |
| 4    | 上海-浦東 | 16           | 中國東方航空、春秋航空                                     |
| 5    | 高雄      | 14           | 中華航空 、台灣虎航、泰國獅子航空                          |
| 6    | 新加坡    | 3            | 捷星亞洲航空                                               |
| 7    | 北京-首都 | 2            | 中國國際航空                                               |

## 對外交通

### 鐵路
- 沖繩都市單軌鐵路线：那霸機場站（那覇空港駅）

## 意外

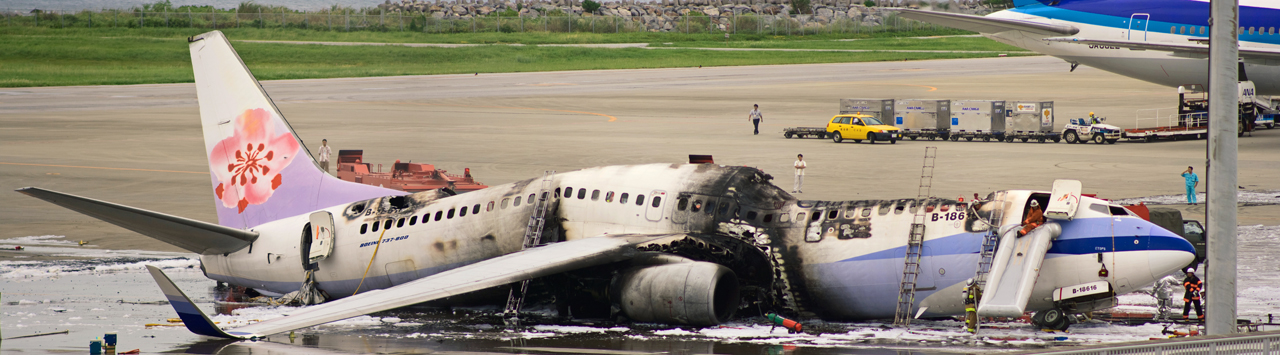
中華航空120號班機的飛機殘骸

- 2007年8月20日，中華航空120號班機（波音737-800型）由台灣桃園國際機場起飛，進入機場跑道準備降落時發現引擎漏油，之後起火，在當地時間10時27分順利降落那霸機場之後爆炸，雖然機上157名乘客與8名組員都順利逃生，但大火吞噬了整架飛機，火勢在11時37分撲滅。最後所幸並無人員傷亡，一般認為機組員於此次緊急事件中臨危不亂，協助乘客由艙門滑梯順利逃出，是不幸中的大幸。這也是波音737新世代客機第四次發生事故。

## 參閱
- 日本機場列表

## 外部連結
- 那霸機場 （页面存档备份，存于）（日語）（英文）（简体中文）（繁體中文）
- 谷歌地圖